# زولتان كوفاتش (لاعب كرة قدم بلجيكي)
زولتان كوفاتش (16 أكتوبر 1954 في كرواتيا - ) هو مدرب كرة قدم ولاعب كرة قدم مجري (وحمل سابقاً جنسية يوغوسلافيا) وحاصل على الجنسية البلجيكية في مركز الدفاع. لعب مع UR La Louvière Centre ‏.

## حياته
ولد زولتان كوفاتش في أوسييك في كرواتيا، والتي كانت وقتذاك جزء من يوغوسلافيا، وهاجر في سنة 1956 إلى بلجيكا مع والده المجري ووالدته الكرواتية.

## وصلات خارجية
- زولتان كوفاتش على موقع قاعدة بيانات كرة القدم.إي يو (الإنجليزية)